# De Christiana expeditione apud Sinas
De Christiana expeditione apud Sinas (en español "Sobre la expedición cristiana a la China") es una obra publicada en 1615 por el jesuita Nicolás Trigault (1577-1628) basado en los diarios del también padre jesuita misionero Mateo Ricci (1552-1610), quien fue el primer misionero cristiano que logró ingresar a territorios del imperio chino en tiempos de la Dinastía Ming. En esta obra se exaltan las características y los valores de la China del siglo XVI, siendo uno de los primeros documentos de referencia para los europeos acerca de este enorme territorio y cuyo trabajo le hizo a Mateo Ricci ser considerado fundador de la sinología.

## Antecedentes
Anteriormente a la misión jesuita en China, este país solo había sido visitado por algunos viajeros europeos por vía terrestre o marítima, entre los cuales destacaba el comerciante Marco Polo. También habían tocado esta región, algunos diplomáticos como el embajador español Ruy González de Clavijo y algunos religiosos de la orden franciscana. En 1544, el jesuita Francisco Xavier, amigo personal del fundador de la orden Ignacio de Loyola, llegó a la India, pasando posteriormente a Ceilán (hoy en día Sri Lanka), a Indonesia y finalmente estuvo de 1549 a 1551 en Japón. En este lugar, el famoso misionero esbozó su teoría acerca de que el cristianismo solo podría predicarse en Asia si se asimilaba la lengua y la cultura de estos pueblos. Falleció tratando de poder ingresar a China.
Hacia finales del siglo XVI, los jesuitas Mateo Ricci y Michele Ruggieri después de una larga preparación, pudieron ingresar finalmente a territorio chino constituyendo la primera misión jesuita en China.